# NGC 3057
NGC 3057 (другие обозначения — UGC 5404, MCG 14-5-10, DDO 67, ZWG 364.15, IRAS09596+8032, PGC 29296) — галактика в созвездии Дракон.
Этот объект входит в число перечисленных в оригинальной редакции «Нового общего каталога».
В галактике вспыхнула сверхновая SN 1997cx типа II. Её пиковая видимая звёздная величина составила 15.